# Michael Teuber
Michael Teuber (ur. 23 stycznia 1968) – niemiecki niepełnosprawny kolarz. Dwukrotny mistrz paraolimpijski z Aten w 2004 roku i mistrz paraolimpijski z Pekinu w 2008 roku i z Londynu w 2012 roku. 14-krotny mistrz świata.

## Medale Igrzysk Paraolimpijskich

### 2012
- – Kolarstwo – wyścig uliczny/trial na czas – C1

### 2008
- – Kolarstwo – trial na czas – LC 4
- – Kolarstwo – bieg pościgowy indywidualnie – LC 4

### 2004
- – Kolarstwo – wyścig uliczny/trial na czas – LC 4
- – Kolarstwo – bieg pościgowy indywidualnie – LC 4